# Артноур Ингви Трьойстасон
Артноур Ингви Трьойстасон (на исландски: Arnór Ingvi Traustason), роден на 30 април 1993 г., е исландски професионален футболист, настоящ играч на австрийския Рапид Виена и националния отбор на Исландия.
На 10 май 2016 г. излиза официалният състав на Исландия за Евро 2016, като Траустасон е част от отбора.